# ファイナル・カット (2004年の映画)
『ファイナル・カット』（Final cut）は、2004年にアメリカ合衆国で公開された、ロビン・ウィリアムズ主演のSFサスペンス映画。

## 概要
人間が、全人生の記憶を記録した「ゾーイ」と呼ばれるマイクロ・チップを脳に埋め込むようになったという近未来の社会が舞台。そして、上流階級の間ではその映像を編集してもらい、「追悼上映会」として葬式の後に公開することが流行っていた。ところが、そうやって人の記憶を編集することについて異を唱える人も多かった。
ゾーイ記録映像の編集者、アラン・ハックマン（ロビン・ウィリアムズ）は、ゾーイ製造元「アイテック社」の顧問弁護士、バニスター氏の追悼上映会用映像を依頼される。かつて編集者であったフレッシャー（ジム・カヴィーゼル）は、アイテック社の不正を暴くべく、アランにバニスターのゾーイチップを渡すよう頼んだが、断られた。
ある日の作業中、バニスターの記憶映像の中に、自分の幼少期以来の記憶において大きな影響を与えてきた人物が成人したと思われる姿を見付ける。アランは、てっきり彼は自分のせいで死んでしまったものと思いこんでいたのである。
果たして自分の記憶は正しかったのか、アランは真相を確かめようとする。

## キャスト
| 役名               | 俳優                         | 日本語吹替 |
| ------------------ | ---------------------------- | ---------- |
| アラン・ハックマン | ロビン・ウィリアムズ         | 樋浦勉     |
| ディライラ         | ミラ・ソルヴィノ             | 山崎美貴   |
| フレッチャー       | ジム・カヴィーゼル           | 小山力也   |
| テルマ             | ミミ・カジク                 | 藤生聖子   |
| ジェニファー       | ステファニー・ロマノフ       | 宇乃音亜季 |
| ハッサン           | トム・ビショップス           | 鈴木貴征   |
| マイケル           | ブレンダン・フレッチャー     |            |
| サイモン           | ヴィンセント・ゲイル         |            |
| イザベル           | ジュヌヴィエーヴ・ビークナー |            |

## スタッフ
- 監督・脚本: オマー・ナイーム
- 製作: ニック・ウェクスラー
- 音楽: ブライアン・タイラー